# K-PRO
株式会社K-PRO（ケープロ）は、日本のイベント制作、芸能プロダクション企業である。東京を中心にお笑いライブの開催や、お笑い芸人のマネジメントを行う。
代表の児島はゴッドタン、めちゃ2イケてるッ!などに審査員役で出演しているほか、若手芸人の紹介協力も行っている。

## 沿革
高校時代から都内各所でお笑い舞台の下積みを経験した児島気奈が、2003年に理想のお笑いライブを目指し自主ライブ（K‐PROの前身である、「K‐プロレス（対決ライブ前にマイクパフォーマンスで互いに煽る形式だったのが由来）」というライブ。観客は超満員を記録）を開催。当時、だいたひかるらも出演していた。その後「K-PRO」を旗揚げし2004年5月18日、東京・新宿Fu-で初ライブ「行列の先頭」（初回はこれも超満員を記録） を開催。当時の東京のお笑いは芸能事務所主催のライブもほとんどなく単独ライブを除けばラ・ママ新人コント大会や放送作家主催のライブだけであったため、「それらに出るためのライブ」と位置づけ複数のお笑いライブを開催するようになる。
2008年、「行列の先頭10」を北沢タウンホールで開催。これが単体で初の黒字の興行であり、それまでの毎月の開催はすべて児島気奈たちスタッフのバイト代を投じてしのいでいた。
2014年、創立10周年を記念し、7日間都内別々の会場でライブを開催する「一週間ぶっ通し興行」を挙行。
2017年11月、「GYAO!」と初タッグを組んだ全編配信のお笑いライブ「KinG LIVE」 を開催。
2018年から本格的にマネジメント業務に乗り出し、所属芸人を抱えるようになる。
2019年9月、動画配信サービスParaviにて主催ライブの定期配信を開始。
2021年4月、初の自社劇場となる「西新宿ナルゲキ」(関交協ハーモニックホール)がオープン。現在、多くの若手芸人が出演するライブを都内で月に40〜50本開催。10月4日、TIGET運営のgrabssとの資本業務提携を発表。同時に「株式会社アールドライブ」から「株式会社K-PRO」へ社名変更。

## 所属芸人
| - アルバカーキ（金子航大、相澤遼） - コイオドリ（多畑育哉、ハギ） - マイケルジェニー（リッくん、山口ベティ） - ねじれネジ（トッキー、根〆紀満） - 香呑（面髙絢亮、中島大成） - 楽市楽座（石川和大、稲垣明宏） - ひょろし - しだん家（達也、新介） - りとるハイ（ちゃんぽん、こうせい） - 潮風（オダジー、しゅんぺい） - ラクジャ（ざえもん、宮崎能佑） - スイッチヒッター（はやしじゅんや、あきやま） - おひるのマーメイド（かずぴよ、さいとう氏） - ソノシート（佐々木修、山之内智） - ハラコ - ゴゾンジ岩谷（カリオカ） - いでけん - まんたナイスミドル - スター諸星 - おじみょん - ハンブルみよし | - ZUN420 - たかみ進メ - わたなべP - ドッグマンズ（滝島佑規、青木信夫） - びいどろレトロ - ナックルカーブ（古谷田悠斗、チャド） - くどき上手 - マツリ - 金剛力ぷりすけ像 - 不死身のレモン水 - 鹿大仏 - 飴色時代 - ケンザカイ - カワカミタイチ - これでいい野田 - 朱雀 - ねじまき鳥クロニクル - ジョナサン・パウ - 2.5ポンド - 猫町グーナー | - 温泉玉子（吉澤けい、イズミ） - ガールズドライブ - 鳴くテレパシー - ジャポニカル - あおきしのぶ - メガネなし博士 - ドミニオン - ししとう - マボロシ - 高速ぷりん - 城東 - かたすみ天国 - 人生棒に振ろう - ロストボーイズ - バンブーグラス - バリービスタ - はにかむふろーと - かんしょう - ダブルビーフ - くつした - おせつときょうた（おせつ、きょうた）（業務提携） |

## 過去の所属芸人
- アクアステージ（橋口隆史、米澤一輝）
- 女将（こっちゃん、つげちゃん）
- サイダー（水岡ともき）
- サノライブ
- すごいよ！村田さん
- ストロベリーロマンス（石田達也、クドウミキコ、クラチ）
- 武本ヴァン
- 田中
- ごっちゃん
- 電脳ビビ（夢見るむつみ）
- トライクレヨン（青木、おーぞら）
- トロピカルマーチ（えとちゃん、りっぺ）
- フランシスカ（まきし、もんモン）
- マジカル☆ファンタジー（カドマ様、坂本勇希）
- 六花（サノフィ、大悟）
- マゼンラブル（みよし、じーつー）
- 三坪（戸舘駿、たけきみ、 仲間コンパクト）
- デカ渦（吉田サブ、早舩聖）